# Andrés Rivera
Marcos Ribak Schatz (Buenos Aires, 12 de diciembre de 1928 - Córdoba, 23 de diciembre de 2016), más conocido como Andrés Rivera, fue un escritor y periodista argentino.

## Biografía
Hijo de inmigrantes obreros, nació en el barrio porteño de Villa Crespo. Su madre, Zulema Schatz, llegó a la Argentina desde Proskurov (hoy Jmelnitsky, Ucrania) huyendo de la guerra, y su padre, Moisés Rybak, desde Polonia, donde era un comunista perseguido; en Buenos Aires llegó a ser dirigente del gremio del vestido.
Rivera fue obrero textil (trabajó desde muy joven como tejedor de seda en una fábrica de Villa Lynch), antes de dedicarse al periodismo y la literatura. Participó en el movimiento obrero argentino y, como su padre, militó en el Partido Comunista (PC).
Trabajó en la redacción de la revista Plática (1953-1957) y debutó en la ficción con la novela El precio (1956), muy cercana a la estética del realismo social, al igual que la siguiente, Los que no mueren, y tres libros de cuentos, Sol de sábado, Cita y El yugo y la marcha.
En 1964 Rivera fue expulsado del PC y su visión del mundo experimentó una transformación, que se reflejó en su obra. Como señala en la Revista Ñ Jorgelina Núñez: «El cambio de perspectiva procede de la constatación de una derrota —tema que recorrerá de manera insistente todos sus libros posteriores—, fundada en la certeza de que la sociedad no se halla a las puertas de la revolución y que el aire equívoco de revuelta que se respira en aquellos años empieza a percibir los primeros signos de su fracaso más rotundo y definitivo».
Este punto de inflexión lo marca su libro de relatos Ajuste de cuentas, aparecido en 1972, al que seguirá un silencio de 10 años: en 1982 publica el volumen de cuentos Una lectura de la historia y la novela Nada que perder. Dos años después aparece En esta dulce tierra, con la que obtendrá su primer premio, al que posteriormente le seguirán importantes distinciones entre las que cabe destacar el Nacional de Literatura y el Konex.
Desde 1995 vivió en el barrio de Bella Vista, levantado por obreros y desocupados en la ciudad de Córdoba, cerca de la Biblioteca Popular gestionada por su esposa, Susana Fiorito, donde el escritor coordina un ciclo de cine que se celebra los viernes.
Andrés Rivera falleció el 23 de diciembre de 2016, a los 88 años.

## Obra

### Novelas
- El precio, Editorial Platina, Buenos Aires, 1957, ©1956
- Los que no mueren,  Nueva Expresión, Buenos Aires, 1959
- Nada que perder, CEAL, 1982
- En esta dulce tierra,Folios Ediciones, Buenos Aires, 1984 (Alfaguara, 1995)
- Apuestas, novela breve, Per Abbat, Buenos Aires, 1986
- La revolución es un sueño eterno, novela breve sobre los años finales de Juan José Castelli, Grupo Editor latinoamericano (GEL), Buenos Aires, 1987 (Alfaguara, 1993)
- Los vencedores no dudan, novela breve, (GEL), 1989 (reedición corregida en 2002 bajo el título de Para ellos, el paraíso)
- El amigo de Baudelaire, novela breve, Alfaguara, Buenos Aires, 1991
- La sierva, novela breve, Alfaguara, 1992
- El verdugo en el umbral, Alfaguara, 1994
- El farmer, novela breve sobre los años finales de Juan Manuel de Rosas, Alfaguara, 1996
- El profundo sur, novela breve, Alfaguara, Buenos Aires, 1999 (Veintisiete Letras, Madrid, 2007)
- Tierra de exilio, novela  breve, Alfaguara, 2000
- Hay que matar, Alfaguara, 2001
- Ese manco Paz, novela breve, Alfaguara, 2002
- Esto por ahora, novela breve, Seix Barral, Buenos Aires, 2005
- Punto final,, Seix Barral, 2006
- Traslasierra,  Seix Barral, 2007
- Guardia blanca, Seix Barral, 2009
- Kadish, Seix Barral, 2011

### Cuentos
- Sol de sábado,  Editorial Platina, Buenos Aires, 1962. Contiene 9 textos:
  - «Sol de sábado»; «El apóstol»; «La marea»; «Página de diario»; «Otro adiós»; «Día de fiesta»; «32 grados»; «Los libertadores»; y «El que siempre llega»
- Cita, Ediciones La Rosa Blindada, Buenos Aires, 1965. Contiene 3 textos:
  - «Cita»; «Alejandro» y «Junio»
- El yugo y la marcha,Editorial Merlín, 1968. Contiene 5 textos:
  - «En la noche»; «Medias lunas y café con leche»; «El hombre de la radio a transistores»; «Trasbordo»; y «El yugo y la marcha»
- Ajuste de cuentas, cuentos policiales, Centro Editor de América Latina (CEAL), Buenos Aires, 1972
- Una lectura de la historia,Libros de Tierra Firma, Buenos Aires, 1982
- Mitteleuropa, Alfaguara, 1993
- La lenta velocidad del coraje, Alfaguara, 1998
- Cuentos escogidos, Alfaguara, 2000. Con prólogo de Guillermo Saavedra; contiene veintinueve textos de Rivera, divididos en cuatro apartados:  
  - Una lectura de la historia: «Bialé»; «La paz que conquistamos»; «Pescados en la playa»; «El país de los ganados y las mieses»; «Un tiempo muy corto, un largo silencio»; «Una lectura de la historia»
  - Mitteleuropa: «Campo en silencio»; «Willy»; «Mitteleuropa»; «El perro del hogar»;	«Tránsitos»
  - La lenta velocidad del coraje: «La lenta velocidad del coraje»; «Eso es lo que vale»; «Un asesino de Cristo»; «Tres tazas de té»; «Cómplices»; «Tualé»; «Un largo pasillo iluminado»; «En la mecedora»; «Con un esqueleto bajo el brazo»
  - Preguntas: «Lento»; «Los hijos del Mesías»; «La espera»; «Preguntas»; «Puertas»; «Apetitos»; «Visa para ningún lado»; «El corrector»; 	«La pequeña enfermera del Privado»

- 'Para ellos el paraíso' y otras novelas, Alfaguara, 2002. Contiene 4 textos:
  - Cita (1965), Apuestas (1986), Para ellos, el paraíso (reedición corregida de Los vencedores no dudan, 1989) y Guido (2002)
- Cría de asesinos,  Alfaguara, 2004
- Por la espalda, Seix Barral, 2007
- Estaqueados,  Seix Barral, 2008. Contiene 8 textos:
  - «Country»; «Estaqueados» (reedición con nuevo título de «Así, todavía»); «La seño»; «Diente de oro»; «Estela Canto: un retrato»; «¿Quién come en esta mesa?»; «Reinserción»; y «Pirí»

## Filmografía
- 2004: Marcos Ribak alias Andrés Rivera, documental biográfico dirigido por Eduardo Montes Bradley, Argentina

- 2010: "La Revolución es un sueño eterno" Ficción histórica dirigido por Nemesio Juárez, Argentina

Reparto: Lito Cruz, Luis Machín, Juan Palomino, Ingrid Pelicori 
Sinopsis: Después de una dura campaña al frente del Ejército del Norte, Juan José Castelli cae en desgracia como revolucionario y muere, solo y empobrecido. Mientras está enfermo, rememora los momentos claves de su vida y los hechos históricos en los que su presencia fue decisiva. Basada en la novela de Andrés Rivera. ‧ 1h 50m

## Premios y reconocimientos
- Segundo Premio Municipal de Novela 1985 por En esta dulce tierra
- Premio Nacional de Literatura 1992 por La revolución es un sueño eterno
- Mejor libro publicado en 1992 con la La sierva (Fundación El Libro)
- Premio Konex de Platino 1994 (categoría Novela: quinquenio 1989-1993)
- Premio del Club de los XIII 1995 por El verdugo en el umbral
- Diploma al Mérito del Premio Konex 2004
- Premio Fondo Nacional de las Artes a las letras 2011